# Werner Levi
Werner Levi (* 23. März 1912 in Halberstadt; † 6. Februar 2005 auf Hawaii) war ein US-amerikanischer Politikwissenschaftler deutscher Herkunft.

## Leben
Levi wurde 1934 an der Universität Freiburg in der Schweiz von der juristischen Fakultät promoviert. Er flüchtete mit seiner Ehefrau aus dem nationalsozialistischen Deutschland nach Großbritannien und 1940 dann weiter in die USA, wo er als Stipendiat noch zwei weitere Doktortitel erwarb. Von 1944 bis 1963 lehrte er als Professor Politikwissenschaft und Völkerrecht an der University of Minnesota und von 1963 bis zu seiner Emeritierung 1977 an der University of Hawaii. 

## Schriften
- Entstehung, Erfüllung und Nichterfüllung des Gesellschaftsvertrages nach den allgemeinen Bestimmungen des schweizerischen Obligationenrechts, Borna-Leipzig 1934 (Dissertationsschrift)
- International Law and International Politics, 1971
- The Coming End of War, 1981
- From Alms to Liberation: The Catholic Church, the Theologians, Poverty, and Politics, 1989.